# Ictalurus lupus
Ictalurus lupus, Girard, 1858, è un pesce osseo d'acqua dolce appartenente alla famiglia degli Ictaluridi ed all'ordine dei Siluriformi.